# سن-بنژامن، کبک
سن-بنژامن (به فرانسوی: Saint-Benjamin) شهری در منطقه شهری له اتشمن ناحیه شودییر-آپالاش در استان کبک کانادا است. در سرشماری سال ۲۰۱۱ این شهر ۸۷۶ نفر جمعیت داشته‌است و مساحت آن ۱۱۰٫۵۳ کیلومتر مربع است.